# Podunavski vodenjak
Podunavski vodenjak, poznat i kao dunavski vodenjak (Triturus dobrogicus) je vodozemac iz roda vodenjaka.

## Opis vrste
Podunavski vodenjak ima izduženo i repato tijelo, izduženije nego kod ostalih vrsta velikih vodenjaka. Dugačak je do do 16 cm, s tim što su mužjaci oko 1,5 cm krći od ženki. Koža je vrlo grube teksture, a glava mala. 
Tijelo mu je crvenkaste boje, s tamnim točkama. Bokovi su mu poprskani mrljicama bijele boje. Vrat je s donje strane tamno obojen i poprskan vrlo finim mrljicama bijele boje, a trbuh mu je narančast s crnim mrljama koje se često međusobno spajaju u jednu ili dvije uzdužne pruge. 
Mužjaci u doba parenja imaju vrlo visoku nazubljenu krijestu koja može počinjati već na glavi. 
Vrlo je sličan velikom alpskom vodenjaku.

## Životni ciklus
Za vrijeme sezone parenja, mužjaci odabiru privremene teritorije na dnu vode. Pažnju ženki privlače mahanjem i trzanjem repa, povijanjem leđa i mahanjem krijestom. Ženke lijegu 200 – 400 jaja, koja se mogu naći pojedinačno zamotana u listić plutajuće ili podvodne vegetacije. Ličinke su dugačke oko 1,2 cm, a mogu narasti do 7 cm. Imaju 3 para vanjskih škrga, te repnu peraju koja se suzuje u tanku nit. Ličinke se nakon 3 do 4 mjeseca preobraze u odrasle jedinke duge 5 – 8 cm, dok spolnu zrelost dostižu pri dužini tijela od 12 – 13 cm. Mogu se javiti i jedinke koje zadržavaju neka ličinačka obilježja (vanjske škrge i život u vodi) i nakon što spolno razriju. Može doživjeti 8 godina.

## Stanište i rasprostranjenost
Nastanjuje nizinska staništa, uglavnom u (poplavnim) dolinama rijeka i riječnih sustava. Provode do 6 mjeseci godišnje u vodi, i to u sporo tekućim i mirnim dijelovima rijeka, kao i u jezerima, barama i lokvama. Može živjeti i u predjelima koja su pod utjecajem čovjeka i u blizini urbanih područja.
Životno područje obuhvaćaju doline rijeka Dunav i Tisa. Države u kojima ih se može pronaći su Bugarska, Crna Gora, Srbija, Bosna i Hercegovina, Hrvatska, Rumunjska, Austrija, Slovačka i Češka.

## Zakonska zaštita
Triturus dobrogicus je zaštićen Bernskom konvencijom (Appendix II, strogo zaštićena vrsta) i europskom direktivom o zaštiti staništa i vrsta. U Europskoj uniji nezakonito je loviti, posjedovati ili rukovati velikim vodenjacima bez posebne dozvole. Isto tako, zabranjeno je njihovo ubijanje ili nanošenje štete njima ili području u kojem žive. 
Na popisu je zaštićenih vrsta u Republici Hrvatskoj. Štiti ga Pravilnik o proglašavanju divljih svojti zaštićenim i strogo zaštićenim (NN 07/06), gdje je naznačen kao "strogo zaštićena svojta".

## Drugi projekti
|  | Zajednički poslužitelj ima stranicu o temi Podunavski vodenjak    |
|  | Zajednički poslužitelj ima još gradiva o temi Podunavski vodenjak |
|  | Wikivrste imaju podatke o taksonu Podunavskom vodenjaku           |